# Centre africain pour les applications de la météorologie au développement
Le Centre africain pour les applications de la météorologie au développement (en anglais : African Centre of Meteorological Application for Development, ACMAD) est un organisme de météorologie international basé à Niamey, capitale du Niger depuis 1992. Créé en 1987 par la Conférence des ministres de la Commission économique pour l'Afrique (CEA) et l’Organisation météorologique mondiale, il regroupe les cinquante-trois pays africains.

## Description
Sa mission – centrée sur les utilisations appliquées de la météorologie – est de contribuer au développement durable des différents secteurs socio-économiques de l'Afrique pour : 
- la sécurité alimentaire ;
- les ressources en eau ;
- la santé ;
- la protection de l'environnement ;
- la sécurité civile ;
- les énergies renouvelables.

Le centre œuvre au développement et au transfert d'outils et de technologies météorologiques vers les utilisateurs, notamment en milieu rural, et contribue à renforcer les capacités des universités et instituts de recherche des états membres dans le domaine de la prévision climatique et des technologies (en particulier, télécommunications et informatique).